# ولاية الحمراء
ولاية الحمراء ولاية عمانية تقع في محافظة الداخلية (سلطنة عمان) تحدها ولاية نزوى وولاية بهلاء و ولاية نزوى من محافظة الداخلية (سلطنة عمان) وولاية الرستاق من محافظة جنوب الباطنة وولاية عبري من محافظة الظاهرة، وتقع على ارتفاع 580م من سطح البحر.
أُنشئت الحمراء في حكم اليعاربة وكان موضعها يعرف هي والقرى المحيطة به باسم كدم ، وشعار الولاية هو حصنها.
من الحرف والصناعات التقليدية في الولاية:
- الزراعة
- تربية الماشية
- العلاج الشعبي
- استخراج السكر الأحمر وماء الورد وعصير الليمون والمبسل والنشا
- كما يقوم الأهالي بعمل الصيعان -الحبال -النسيج.

## المعالم السياحية بالحمراء
1. مسفاة العبريين : وهي قرية قديمة عريقة مرتفعة بها بيوت طينية قديمة ومزارع كثيرة بالإضافة إلى الأفلاج التي تسقي مزارع الناس بالتناوب، ويوجد بها حالياً مجموعة من المطاعم والمقاهي التي تضيف تجربة سياحية فريدة للزائرين
2. الحارة القديمة : وهي أيضا قرية قديمة بنيت منازلها بالطين والصاروج والأخشاب وقد تم تصوير العديد من المسلسلات بهذه القرية ومن المنازل الموجودة بها بيت المغري وبيت الصفاة الذي يوجد به معرض للحياة العمانية القديمة وكذلك يوجد بها متحف بيت الجبل الذي قام بتأسيسه شاب عماني .
3. بلدة ذات خيل العريقة: قرية زراعية وواحة غنَاء تقع شرق مركز مدينة ولاية الحمراء بمحافظة الداخلية وهي واحدة من أقدم قرى الولاية تقع في الجزء الجنوبي الشرقي من الولاية وترجع تسميتها بهذا الاسم بسبب ارتباطها بتربية الخيل.
4. جبل شمس : وهو أحد أعلى القمم في شبه الجزيرة العربية يصل ارتفاعه إلى 3000 متر فوق سطح البحر ويوجد به مركز تخييم وارتحال جبل شمس والعديد من القرى الصغيرة التي يسكنها سكان جبل شمس.
5. كهف الهوتة : هو كهف يمتد إلى خمسة كيلومتر داخل الجبل الشرقي يوجد به صخور كلسية تكونت منذ آلاف السنين شكّلت أشكالا جميلة ورائعة ويوجد به بركة بها أسماك عمياء تستخدم الموجات لرؤية طريقها.
6. بركة الشرف : وهي بركة ماء كان الناس يسقون بها الماشية ويوجد بتلك المنطقة استراحة كهف الهوتة التي يوجد بها العديد من الغرف للاستئجار.
7. قرية بني صبح : واحدة من أهم القرى التي تشكل منظومة مناطق وقرى ولاية الحمراء، وقد سميت قرية بني صبح نسبة إلى قبيلة بني صبح السائدة التي تسكن هذه القرية منذ زمن بعيد، ويتميز أهلها بطيب السريرة والكرم ومحبة الآخرين، لذلك سكنت هذه القرية عدة قبائل كالنعب والهطاطلة في دعن القرية ومنطقة الغوج، كما تعتبر القرية البوابة الرئيسية للمناطق السياحية في جبل هاط، وهي نقطة الوصل بين مركز الولاية ومناطق في محافظة جنوب الباطنة التابعة لولاية الرستاق.
8. قلعة المصالحة من الأماكن التي يزورها السياح مرارا وتكرارا لسحرها في النفوس وتغتر روحك بعبق التراث الحضاري الذي يحبس الأنفاس.
9. حيل الشص: يقع حيل الشص في جبال ولاية الحمراء ويرتفع عن مدينة الحمراء كيلومتر تقريبا، ويتميز بإطلالته على جميع قرى ولاية الحمراء وأجزاء من في ولاية بهلاء وولاية نزوى، ويوجد به منتجع ذا فيو الرائع.[3]
10. حصاة بن صلت: واحدة من الآثار والمعالم التاريخية التي تميزت بها هذه الولاية، تقبع شامخة وسط وادي الخوض ملتقى أودية الحمراء مجتمعة والمعروفة بغزارة مياهها ،إلا إن هذه الحصاة استطاعت الصمود في وجه مياه الأودية العاتية وما يميّز الحصاة أنها صخرة كبيرة شبه دائرية وترتفع حوالي ثلاثة أمتار عن قاع الوادي وتحيط بها أشجار الغاف والسدر والأراك من ثلاث جهات.[4]